# Гаврон, Роберт, барон Гаврон
Роберт Израэль Гаврон, барон Гаврон (англ. Robert Israel Gavron, Baron Gavron; 1930—2015) — британский государственный и общественный деятель, миллионер и филантроп, пожизненный пэр Палаты лордов от Лейбористской партии.

## Биография

### Молодые годы и образование
Роберт Гаврон родился 13 сентября 1930 года в пригороде Лондона Хамстед-Гардене в еврейской семье иммигрантов из России и Литвы Лии и Натаниэля Гавронов. Его отец был юристом и адвокатом, мать владела небольшим бизнесом. Они имели средний достаток и вели светский образ жизни.
Роберт учился в школе Лейтон-Парк в Рединге, а затем в Колледже Святого Петра в Оксфорде, который окончил в 1950 году со степенью магистра искусств. Во время учёбы он увлёкся крикетом, теннисом и регби, сохранив интерес к этим видам спорта на всю жизнь. Позже Гаврон стал адвокатом и в 1955 году вступил в коллегию Миддл-Темпл. Однако, впоследствии он отказался от юридической карьеры и решил уйти в бизнес, так как не хотел быть всё время у кого-то «на побегушках».

### Карьера в бизнесе и общественная деятельность
После ухода в бизнес, о чём говорил как об «одном из лучших решений в своей жизни», Гаврон поначалу работал в компании «Commercial Aids Printing Service». В 1964 году, заняв около пяти тысяч фунтов, он основал полиграфическую компанию «St Ives Group», название которой дал по имени курорта Сент-Айвс, где находилась одна из её типографий. Гаврон возглавлял эту компанию до 1993 года, и за время его 30-летнего руководства капитал фирмы вырос до 350 миллионов фунтов стерлингов. С 1974 года он был председателем своего семейного фонда «Robert Gavron Charitable Trust». В 1998 году он продал его акции, заработав на этом 29 миллионов фунтов. С 1975 по 1987 годы Гаврон был директором «Octopus Publishing», с 1981 по 1992 год «Electra Management». С 1983 года Гаврон был собственником «Carcanet Press», с 1982 года председателем «Folio Society», с 1996 по 1998 год — «National Gallery Co. Ltd.», с 1997 по 2000 год — «Guardian Media Group». При нём был запущен интернет-сайт издания «The Guardian».
Являясь большим поклонником искусства, с 1991 по 1996 год Гаврон был председателем Открытого колледжа искусств, с 1992 по 1998 год директором Королевского оперного театра, с 1994 по 2001 год попечителем Национальной галереи, с 1996 по 1998 год «National Gallery Publications Ltd». С 1997 по 2000 год он был попечителем «Scott Trust», с 1987 по 2005 год «Paul Hamlyn Foundation», с 1991 по 2010 год Института общественно-политических исследований. С 1997 года по 2002 год Гаврон был членом правления Лондонской школы экономики.
В 1992 году Роберт Гаврон был избран почётным членом колледжа Святого Петра Оксфорда, в 1996 году — Королевского литературного общества. Он также он был членом Ассоциации крикета Барбадоса и в его честь был назван приз «The Lord Gavron Award», ежегодно вручаемый молодым игрокам в крикет в Барбадосе.
В 1991 году Гаврон вошёл в совет попечителей независимого Института общественно-политических исследований, а в 1994 году стал его финансовым директором. Обладая необходимой профессиональной компетенцией, Гаврон стал соавтором одной из работ для Института по вопросам государственного стимулирования предпринимательства. Как активным член Лейбористской партии, Гаврон вносил значительные денежные вклады в фонд лидера лейбористов, находящийся в ведении Майкла Леви, барона Леви, финансировавший правительство Тони Блэра до и после парламентских выборов 1997 года.

### Смерть
Роберт Гаврон скончался 7 февраля 2015 года в возрасте 84 лет от сердечного приступа после игры в теннис у себя дома в Лондоне. После него остались жена Кэтрин, две дочери Дженнифер и Сара, сын Джереми и 10 внуков. Соболезнования семье Гаврона выразил целый ряд издателей, близко знавших его по работе.

## Личная жизнь

### Семья
В 1955 году Роберт Гаврон женился на Ханне Файвел — дочери Т. Р. Файвела — редактора «Tribune» и основателя «Encounter». В 1965 году она покончила жизнь самоубийством, и Гаврон полностью погрузился в работу, стремясь найти в ней отвлечение от трагедии. У них было двое сыновей: Джереми Гаврон (ставший писателем) и Саймон Гаврон (издатель). Последний был женат на писательнице Марте Пичи — у них родилось трое детей, один из которых — Рафи Гаврон, стал известным актёром.
В 1967 году Роберт Гаврон женился на Фелиции Николлет Коутс, с которой развёлся в 1987 году. У них родилось двое дочерей: Дженнифер Гаврон и Сара (ставшая известным режиссёром). В 1989 году Гаврон женился в третий раз — на Кэтрин Макнейр. Брак был счастливым, несмотря на 20-летнюю разницу в возрасте.

### Состояние
На 2008 год состояние Гаврона оценивалось в 8 миллионов, а на 2012 год — 11 миллионов фунтов стерлингов. Пристрастившись к чтению книг ещё в студенческие годы, Гаврон был заядлым библиофилом, он читал каждый день и особенно ценил произведения Джорджа Оруэлла. Его собственная библиотека состояла из более чем 25 тысяч книг. Как председатель книжного издательства «Folio Society», выпускающего 450 старых и 60 новых книг в год, излишки прибыли от продаж книг он направлял на благотворительность.

## Награды
15 июня 1990 года Роберт Гаврон был награждён орденом Британской империи. 19 июня 1999 года Королева Великобритании Елизавета II даровала ему пожизненное пэрство. 6 августа Гаврон получил пожизненное звание пэра как «барон Гаврон из Хайгейта и Боро Кэмден». 8 ноября он был введён в Палату лордов